# Episodi di Anfibia (prima stagione)
La prima stagione della serie animata Anfibia è stata trasmessa negli Stati Uniti dal 17 giugno e in Italia dal 5 ottobre 2019, entrambi andati in onda su Disney Channel.
Un'anteprima viene mandata il 28 settembre su Disney Channel (Italia).
| nº | Titolo originale       | Titolo italiano                | Prima TV USA   | Prima TV Italia  |
| -- | ---------------------- | ------------------------------ | -------------- | ---------------- |
| 1  | Anne or Beast?         | Anne il mostro                 | 17 giugno 2019 | 5 ottobre 2019   |
| 1  | Best Fronds            | Amici per la pelle             | 17 giugno 2019 | 5 ottobre 2019   |
| 2  | Cane Crazy             | Il bastone di Hop Pop          | 18 giugno 2019 | 6 ottobre 2019   |
| 2  | Flood, Sweat and Tears | Lacrime, sudore e inondazioni  | 18 giugno 2019 | 6 ottobre 2019   |
| 3  | Hop Luck               | Le tradizioni                  | 19 giugno 2019 | 12 ottobre 2019  |
| 3  | Stakeout               | L'appostamento                 | 19 giugno 2019 | 12 ottobre 2019  |
| 4  | The Domino Effect      | Effetto domino                 | 20 giugno 2019 | 13 ottobre 2019  |
| 4  | Taking Charge          | Prendere il comando            | 20 giugno 2019 | 13 ottobre 2019  |
| 5  | Anne Theft Auto        | Anne Theft Auto                | 24 giugno 2019 | 19 ottobre 2019  |
| 5  | Breakout Star          | È nata una stella              | 24 giugno 2019 | 19 ottobre 2019  |
| 6  | Sprig Vs. Hop Pop      | Sprig contro Hop Pop           | 25 giugno 2019 | 20 ottobre 2019  |
| 6  | Girl Time              | Tempo tra ragazze              | 25 giugno 2019 | 20 ottobre 2019  |
| 7  | Dating Season          | La stagione degli appuntamenti | 26 giugno 2019 | 26 ottobre 2019  |
| 7  | Anne Vs. Wild          | Anne contro Madre Natura       | 26 giugno 2019 | 26 ottobre 2019  |
| 8  | Contagi-Anne           | Contagiosa Anne                | 27 giugno 2019 | 27 ottobre 2019  |
| 8  | Family Shrub           | Cespuglio genealogico          | 27 giugno 2019 | 27 ottobre 2019  |
| 9  | Lily Pad Thai          | La ninfea tailandese           | 1 luglio 2019  | 2 novembre 2019  |
| 9  | Plantar’s Last Stand   | L'ultimo chiosco dei Plantar   | 1 luglio 2019  | 2 novembre 2019  |
| 10 | Toad Tax               | Tasse rospe                    | 2 luglio 2019  | 3 novembre 2019  |
| 10 | Prison Break           | Fuga dalla torre               | 2 luglio 2019  | 3 novembre 2019  |
| 11 | Grubhog Day            | Il giorno del Maialuco         | 3 luglio 2019  | 7 dicembre 2019  |
| 11 | Hop Pop and Lock       | Hop Pop a lezione di ballo     | 3 luglio 2019  | 7 dicembre 2019  |
| 12 | Civil Wart             | Guerra Civile                  | 4 luglio 2019  | 8 dicembre 2019  |
| 12 | Hop-Popular            | Hop-Popolare                   | 4 luglio 2019  | 8 dicembre 2019  |
| 13 | Croak and Punishment   | Delitto e Gracidio             | 8 luglio 2019  | 14 dicembre 2019 |
| 13 | Trip to the Archives   | In visita all'archivio         | 8 luglio 2019  | 14 dicembre 2019 |
| 14 | Snow Day               | Giornata nevosa                | 9 luglio 2019  | 15 dicembre 2019 |
| 14 | Cracking Mrs. Croaker  | Scongelare la Signora Croaker  | 9 luglio 2019  | 15 dicembre 2019 |
| 15 | A Night at The Inn     | Una notte alla locanda         | 10 luglio 2019 | 21 dicembre 2019 |
| 15 | Wally and Anne         | Wally ed Anne                  | 10 luglio 2019 | 21 dicembre 2019 |
| 16 | Family Fishing Trip    | Battuta di pesca in famiglia   | 11 luglio 2019 | 22 dicembre 2019 |
| 16 | Bizarre Bazaar         | Il Bazaar Bizzarro             | 11 luglio 2019 | 22 dicembre 2019 |
| 17 | Cursed!                | Sotto effetto di un sortilegio | 15 luglio 2019 | 11 gennaio 2020  |
| 17 | Fiddle Me This         | Anfibia's Got Talent           | 15 luglio 2019 | 11 gennaio 2020  |
| 18 | The Big Bugball Game   | La partita di scaracanestro    | 16 luglio 2019 | 12 gennaio 2020  |
| 18 | Combat Camp            | Campo di combattimento         | 16 luglio 2019 | 12 gennaio 2020  |
| 19 | Children of the Spore  | I figli delle spore            | 17 luglio 2019 | 18 gennaio 2020  |
| 19 | Anne of the Year       | Anne rana dell'anno            | 17 luglio 2019 | 18 gennaio 2020  |
| 20 | Reunion                | Riunione                       | 18 luglio 2019 | 19 gennaio 2020  |

## Anne il mostro
- Diretto da: Bert Youn
- Scritto da: Matt Braly e Jack Ferraiolo

### Trama
Nella città di Wartwood, popolata da rane antropomorfe, gli abitanti sono in subbuglio per l'avvistamento di una misteriosa creatura nei boschi circostanti. Il giovane ranocchio Sprig Plantar decide di provare a catturare il mostro andando contro gli ordini del nonno Hop-Pop, che si prende cura di lui e della sorella minore Polly (che è ancora un girino). Sprig scopre che la creatura è una ragazza umana di tredici anni, Anne Boonchuy, finita nel regno di Anfibia tre giorni prima. I due fanno amicizia, ma gli altri abitanti della città si mobilitano per ucciderla. Arriva una mantide religiosa gigante che li attacca e Anne contribuisce a sconfiggerla; nonostante gli abitanti siano ancora sospettosi, Sprig li convince a far rimanere Anne e Hop Pop accetta a malincuore di ospitarla nel suo seminterrato. Di nascosto, Anne possiede ancora lo scrigno magico che l'ha teletrasportata lì con le amiche Sasha e Marcy, da cui è stata separata.

## Amici per la pelle
- Diretto da: Derek Kirk Kim
- Scritto da: Matt Braly & Jack Ferraiolo

### Trama
Tramite un flashback, si scopre che Anne era stata convinta dalle sue due amiche a rubare da un negozio di antiquariato lo scrigno magico che poi le ha teletrasportate ad Anfibia. 
Anne convince Sprig ad andare a un lago nonostante il divieto di Hop Pop, rubando a quest'ultimo la chiave di casa per uscire. Nonostante un cartello che vieta l'accesso per pericolo, i due lo ignorano e vengono attaccati da un serpente gigante. Lo sconfiggono e tornano a casa  senza che Hop Pop si accorga di nulla; Anne rinnova la sua amicizia con Sprig, scusandosi per averlo messo in pericolo.  
Nel frattempo, in una torre, un rospo interroga Sasha, che è sua prigioniera, dopo aver trovato la scarpa mancante di Anne.

## Il bastone di Hop Pop
- Diretto da: Derek Kirk Kim
- Scritto da: Adam Colás

### Trama
Anne rompe accidentalmente il bastone preferito di Hop Pop. Preoccupata di essere cacciata di casa, lei, Sprig e Polly vanno dal falegname della città Leopold Loggle affinché lo ripari. Lui dice loro di non poterlo fare, ma li indirizza all'Albero della Sventura, il cui legno compone il bastone. L'albero si trasforma in un insetto stecco gigante e i due lo combattono prima di spaventarlo con delle termiti, mettendo nel mentre a soqquadro il negozio di Loggle. Anne confessa a Hop Pop di avergli rotto il bastone e si prepara ad andarsene, ma Hop Pop la rassicura, dicendole che vuole solo che lo rispetti; per punirla, si limita a incaricarla di lavare i piatti.

## Lacrime, sudore e inondazioni
- Diretto da: Derek Kirk Kim
- Scritto da: Gloria Shen

### Trama
Mentre l'amicizia tra Anne e Sprig continua a rafforzarsi, la camera da letto di Anne in cantina viene allagata da una perdita causata da insetti. Hop Pop cerca di ripararla e, nel frattempo, Anne e Sprig decidono di dormire insieme nella stanza di Sprig, nonostante gli avvertimenti di Hop Pop. I due cominciano a irritarsi per la convivenza forzata e cercano separatamente di riparare la perdita in quanto temono di offendere i sentimenti reciproci dicendo la verità. I due si scontrano con delle lamprede giganti, riescono a sconfiggerle e drenano l'acqua nella cantina. Scoprono che l'essere onesti l'uno con l'altra ha migliorato il loro rapporto e Anne decide di dormire sul divano finché la cantina non sarà riparata.

## Le tradizioni
- Diretto da: Bert Youn
- Scritto da: Matt Braly & Jack Ferraiolo

### Trama
Anne scopre che annualmente a Wartwood si tiene una gara consistente nel preparare il miglior pranzo per la città, e i perdenti vengono pubblicamente umiliati nella "Gabbia della Vergogna". Dal momento che i Plantar si classificano ultimi da anni, Anne decide di insegnare loro a preparare la pizza. Raccolgono gran parte degli ingredienti, ma i pomodori possono essere ottenuti solo da una pianta carnivora, che riesce a ingoiarli. Riescono a salvarsi grazie a un vecchio libro di cucina di Hop Pop, ma perdono gli ingredienti già raccolti. Anne si scusa con la famiglia per averla messa in pericolo, spiegando loro che voleva solo aiutarli a vincere per una volta.  Pur riuscendo a preparare un piatto migliore del solito, i Plantar perdono comunque e vengono chiusi nella gabbia e Anne sceglie di unirsi a loro.

## L'appostamento
- Diretto da: Bert Youn
- Scritto da: Michele Cavin

### Trama
Preoccupato per i continui litigi tra Anne e Hop Pop, Sprig ruba del mais per spingere i due a fare un appostamento insieme. Nell'attesa, i due parlano e scoprono di soffrire per la mancanza di qualcosa: ad Anne la sua casa e a Hop Pop la sua vecchia routine. Bevono dei drink che causano loro delle strane allucinazioni; una volta tornati in loro, riconoscono e apprezzano il fatto di prendersi cura a vicenda.

## Effetto domino
- Diretto da: Derek Kirk Kim
- Scritto da: Jeff Trammell e Gloria Shen

### Trama
Anne e Sprig salvano un piccolo bruco simile a un gatto che assomiglia al gatto domestico di Anne a casa, Domino. Chiamando la creatura Domino II e Anne lo introduce di nascosto in casa, poiché Hop Pop non vuole tenere animali domestici. Domino II causa numerosi problemi, ma Anne si ostina a tenerlo. Alla fine, la creatura crea un bozzolo e Hop Pop lo scopre, identificandolo come una pericolosa creatura chiamata Bruco Killer delle Coste. Domino II emerge dal bozzolo come farfalla e attacca la famiglia, quindi Anne è costretta a lasciarla andare. Sprig in seguito paragona l'accaduto all'adozione dei Plantar nei confronti di Anne e regala a alla ragazza un peluche di Domino II per consolarla.

## Prendere il comando
- Diretto da: Bert Youn
- Scritto da: Matt Braly & Jack Ferraiolo

### Trama
Anne mostra ai Plantar il suo programma preferito, Suspicion Island; Sprig e Polly se ne appassionano, mentre Hop Pop sembra essere contrario. Il giorno in cui dovrebbero guardare gli ultimi episodi, Anne scopre che, durante la notte, qualcuno ha usato il cellulare per guardare tutti gli episodi di nascosto, scaricando la batteria. La famiglia si mette in viaggio per ricaricare il telefono tramite delle creature chiamate zappapiedi e la famiglia comincia a sospettare l'uno dell'altro su chi potrebbe aver usato il cellulare di nascosto. Quando la tensione sale eccessivamente, Hop Pop ammette di essere stato lui, in quanto si era appassionato segretamente alla serie e voleva sapere come andasse a finire senza farlo sapere agli altri familiari. Per redimersi, si getta sugli zappapiedi per ricaricare il cellulare, riuscendo a caricare la batteria del 10.000%. Anne perdona Hop Pop, sebbene lui rischi di spoilerare la serie.

## Anne Theft Auto
- Diretto da: Derek Kirk Kim
- Scritto da: Justin Charlebois e Jenava Mie

### Trama
Hop Pop permette ad Anne di cavalcare Bessie, la chiocciola di famiglia, ma le chiede prima di leggere la sua storia, scritta in un enorme manuale. Anne non è d'accordo e decide di portare segretamente Bessie a fare un giro con Sprig per imparare a guidarla con la pratica. Rimangono bloccati nella foresta e Sprig si fa dare un passaggio dalla signora Croaker per andare da Hop Pop a chiedere aiuto; nell'attesa, Anne si mette a leggere la storia di Bessie e ne viene inaspettatamente coinvolta. La ragazza e Bessie vengono attaccati da dei feroci ricci, ma Anne, tramite la lettura del libro, scopre come far scappare lei e Bessie, recuperare Sprig e tornare a casa. Anne finisce il libro e Hop Pop le dà il permesso di guidare Bessie quando vuole.

## È nata una stella
- Diretto da: Derek Kirk Kim
- Scritto da: Gloria Shen

### Trama
Ad Anne viene un'eruzione di brufoli e cerca di nasconderlo agli abitanti di Wartwood, che ancora la guardano con sospetto; tuttavia, quando vedono i brufoli, li scambiano per "verruche rubino" estremamente popolari tra gli anfibi e la rendono una celebrità. L'avido e corrotto sindaco Toadstool decide di sfruttare la nuova fama di Anne per ottenere il consenso dei cittadini in vista delle elezioni, facendosi accompagnare da lei per eventi pubblici. Anne inizia a trascurare i Plantar, finché un giorno scopre che la pelle le è guarita. Chiede aiuto ai Plantar, che le attaccano in viso delle bacche rosse per aiutarla a mantenere la fama. Anne realizza che i Plantar sono gli unici in città ad averla sempre apprezzata per quello che è, quindi rivela ai cittadini che i brufoli le sono scomparsi e torna a essere emarginata, mentre Toadstool viene umiliato.

## Sprig contro Hop Pop
- Diretto da: Bert Youn
- Scritto da: Adam Colás

### Trama
Frustrato dal rifiuto di Hop Pop di accettare consigli altrui per gestire la fattoria, Sprig lo sfida in uno scontro corpo a corpo e, dopo averlo sconfitto, ottiene il controllo della fattoria. Inizia ad accettare tutti i suggerimenti, che portano alla lunga al decadimento dell'attività. Vedendo che Sprig sta diventando ossessionato dal suo nuovo potere, Anne e Polly chiedono a Hop Pop di ripristinare le cose. Hop Pop chiede una rivincita a Sprig e, avendo imparato a sua volta una maggior umiltà, gli promette che presterà maggior ascolto ai suggerimenti altrui. Sprig si arrende e tutto torna normale. In seguito, a Hop Pop vengono consegnati alcuni suggerimenti e ne scarta alcuni. 

## Tempo tra ragazze
- Diretto da: Bert Youn
- Scritto da: Emily Brundige e Michele Cavin

### Trama
Anne è preoccupata nel vedere che Polly si comporta in modo rozzo e poco femminile, attribuendo ciò al fatto che viva con due maschi; pertanto, decide di portarla fuori per passare del "tempo tra ragazze", rubando di nascosto il portafoglio a Hop Pop. Nonostante gli sforzi, a Polly non piacciono tali attività, quindi Anne si arrabbia con lei. Dal momento che Anne ha pagato con delle cambiali, lei e i Plantar vengono arrestati. Polly ha l'idea di vincere una gara di sputi per ottenere un trofeo d'oro con cui pagare i debiti, ma si vergogna a causa di quello che le ha detto Anne in precedenza. La ragazza si scusa con lei dicendole che non deve vergognarsi di essere se stessa e Polly riesce a battere il record e a vincere il trofeo. Nonostante l'oggetto venga usato per ripagare i debiti, i Plantar ne tengono un pezzo per celebrare Polly.

## La stagione degli appuntamenti
- Diretto da: Bert Youn
- Scritto da: Adam Colás

### Trama
Anne e Sprig incontrano Ivy Sundew, l'amica d'infanzia di Sprig. Credendo che Sprig sia attratto da lei, Anne, Hop Pop e la madre di Ivy, Felicia, cercano di farli partecipare al Ballo delle Lucciole, costringendoli a esibirsi in un ballo di corteggiamento. Tuttavia, non essendo interessati a uscire insieme, i due lasciano il ballo per andare a guardare le lucciole. Anne e gli altri seguono i due bambini, ma vengono catturati da una coppia di colombe giganti. Sprig e Ivy li salvano e Sprig realizza di essere attratto da Ivy.

## Anne contro Madre Natura
- Diretto da: Derek Kirk Kim
- Scritto da: Jenava Mie

### Trama
Anne vuole passare del tempo con i Plantar e decide di andare in campeggio con loro, pur detestando tale attività. Per non sfigurare con loro, Anne afferma di amare il campeggio estremo e un survivalista di nome Soggy Joe li porta in una zona pericolosa del bosco. Vengono attaccati da creature note come Uomini di Fango, ma Anne usa una bomba da bagno per sconfiggerli, rivelando che sono delle rane cannibali. Anne confessa di odiare il campeggio ma che voleva sentirsi inclusa; decide di non nascondere più nulla ai Plantar e rivela loro il carillon che l'ha portata lì. Hop Pop nega di conoscerlo, ma poi segretamente fa delle ricerche e scopre che si chiama Calamity Box.

## Contagiosa Anne
- Diretto da: Derek Kirk Kim
- Scritto da: Michele Cavin

### Trama
Per evitare di lavorare in mezzo a una tempesta, Anne finge di essere malata. I Plantar vanno a lavorare da soli e si ammalano, quindi Anne, sentendosi in colpa per aver mentito, decide di prendersi cura di loro. Poco dopo, i Plantar iniziano a sviluppare la cosiddetta "malattia delle gambe rosse", che potrebbe essere fatale. Anne porta i Plantar sulla montagna più alta per immergersi nelle acque curative e guarire. Quando il rimedio non sembra funzionare, Anne ammette di aver mentito sulla sua malattia per non lavorare, ma i Plantar la perdonano. Si scopre che Anne ha dato accidentalmente loro dei funghi rossi, i cui effetti collaterali rendono la pelle rossa.

## Cespuglio genealogico
- Diretto da: Bert Youn
- Scritto da: Jenava Mie

### Trama
Mentre costruisce il "cespuglio genealogico" dei Plantar, Anne si annoia perché ritiene la storia della famiglia poco interessante. Hop Pop va in negozio per acquistare altra colla e, nel mentre, Anne, Sprig e Polly scoprono in casa un passaggio segreto che conduce a diverse stanze sotto l'abitazione. In esse viene rivelato che i Plantar sono sempre stati estremamente acculturati e avventurosi. I tre sfuggono a diverse trappole ed enigmi, riuscendo a tornare a casa in tempo prima del rientro ad Hop Pop, che entra nel passaggio prima che possano avvertirlo dei pericoli.

## La ninfea tailandese
- Diretto da: Derek Kirk Kim
- Scritto da: Adam Colás

### Trama
Mentre è nel locale Stumpy's Diner, Anne sente per caso l'altezzoso critico gastronomico Albus Duckweed lamentarsi del cibo. Anne decide di aiutare il disilluso Stumpy a migliorare la gestione del locale, avendo esperienza nel ristorante thailandese di famiglia. Riassettando il posto e il cibo con temi thailandesi, ottengono un enorme successo, ma Duckweed continua a essere critico e pretende qualcosa di "speciale". Anne e Stumpy cercano di cucinare un kraken, che prende vita e inizia ad attaccare i clienti. Anne e Stumpy sconfiggono la creatura e Duckweed cambia idea. Stumpy esprime apprezzamento per quanto fatto da Anne, dicendole che i suoi genitori sarebbero orgogliosi di lei.

## L'ultimo chiosco dei Plantar
- Diretto da: Bert Youn
- Scritto da: Gloria Shen

### Trama
I Plantar scoprono che Toadstool sta aumentando l'affitto e quindi non saranno in grado di mantenere il loro chiosco. Anne inventa la "Pozione del Plantar", una bevanda alla frutta realizzata con del succo avanzato per aumentare le entrate; nonostante l'iniziale riluttanza, Hop Pop accetta la strategia di marketing e mente ai compratori dicendo loro che la pozione ha proprietà miracolose. Quando finiscono i prodotti naturali, Hop Pop prepara freneticamente un nuovo succo con prodotti scadenti, suscitando la preoccupazione dei nipoti e di Anne. Quando la signora Croaker, la cliente più fedele dei Plantar, fa per assumere la pozione, Hop Pop confessa la verità. Arrivano delle mosche giganti attratte dal succo e Hop Pop salva Anne e i nipoti sbarazzandosi della pozione. Hop Pop rimborsa tutti i cittadini e la signora Croaker, pur dicendogli che dovrà riottenere la sua fiducia, apprezza la sua onestà. A causa dell'accaduto, i Plantar perdono il loro chiosco.

## Tasse rospe
- Diretto da: Derek Kirk Kim
- Scritto da: Michele Cavin

### Trama
Anne è frustrata perché continua a essere emarginata dagli abitanti di Wartwood. In città arrivano dei soldati rospi giunti a riscuotere le tasse e Anne li impressiona con le sue abilità; sentendosi apprezzata, Anne accetta la loro proposta di unirsi a loro. Sprig è geloso della nuova compagnia di Anne ma scopre che Toadstool ha nascosto parte delle tasse dei cittadini per sé, ragion per cui i rospi cominciano aggressivamente a riscuotere i beni dei cittadini di Wartwood. Pentendosi della sua collaborazione con i rospi, Anne aiuta di nascosto le rane, per poi ribellarsi pubblicamente contro i rospi. Questi fanno per giustiziarla, ma i cittadini di Wartwood prendono le difese della ragazza finché Sprig non rivela a tutti del tradimento di Toadstool. I rospi decidono di ritirarsi per raccontare dell'esistenza di Anne al loro capitano, mentre la ragazza viene finalmente accolta dagli abitanti del paese.

## Fuga dalla torre
- Diretto da: Bert Youn
- Scritto da: Matt Braly e Jack Ferraiolo

### Trama
Sasha, l'amica di Anne, è prigioniera a Torre Rospa; il capitano dei rospi, Grime, è convinto che sia una spia umana e che rappresenti un pericolo. Sasha usa il suo carisma per guadagnarsi l'ammirazione dei rospi, con grande disappunto di Grime, il quale non riesce a gestire l'esercito a causa del suo atteggiamento troppo aggressivo. Quando degli aironi giganti attaccano la torre, Sasha prende le redini del comando e convince Grime a essere più benevolo con i suoi sottoposti per motivarli e ottenere la loro fiducia. La tattica funziona e i rospi riescono a combattere gli aironi. Colpito dalle abilità della ragazza, Grime la nomina luogotenente dell'esercito, illustrandole il suo piano di conquista di Anfibia. Sasha accetta e giura di riunirsi con Anne e Marcy.

## Il giorno del Maialuco
- Diretto da: Derek Kirk Kim
- Scritto da: Michele Cavin

### Trama
A Wartwood si celebra l'annuale "Giorno del Maialuco" e Hop Pop costringe Sprig a occuparsi del maialuco, una creatura che rappresenta il fulcro della festività, anche se la responsabilità comporterà che Sprig debba perdersi la fiera. Anne convince l'amico a portare il maialuco con loro sulle giostre ma, verso la fine della giornata, l'animale viene rapito da un avvoltoio. Anne e Sprig cercano di sostituire il maialuco con un burattino, ma vengono scoperti. Hop Pop ammette di aver messo troppa pressione su Sprig e gli abitanti di Wartwood, pur essendo delusi per la scomparsa del maialuco, apprezzano lo spettacolo realizzato da Anne e Sprig, decretando che diventerà la nuova tradizione annuale.

## Hop Pop a lezione di ballo
- Diretto da: Bert Youn
- Scritto da: Matt Braly e Jack Ferraiolo

### Trama
Hop Pop si riunisce con Sylvia Sundew, una sua vecchia fiamma. Quando viene annunciato un festival di danza, Hop Pop decide di invitare Sylvia, ma incontra il suo rivale Monroe, a sua volta interessato a Sylvia. Hop Pop non sa ballare, quindi chiede ad Anne di insegnargli. Al ballo, Hop Pop e Monroe si contendono Sylvia, e Monroe si dimostra il miglior ballerino. Hop Pop esegue il suo pessimo freestyle e inaspettatamente ciò fa colpo su Sylvia, che ammette di "avere un debole per gli strani". 

## Guerra Civile
- Diretto da: Derek Kirk Kim
- Scritto da: Jenava Mie

### Trama
Attraverso il suo cellulare, Anne mostra ai cittadini di Wartwood il film Love Choice, che parla di una ragazza divisa sentimentalmente tra due creature sovrannaturali. Le rane si dividono in due fazioni opposte capitanate rispettivamente da Sprig e Polly, ciascuna a sostegno di un interesse amoroso. Anne e Hop Pop cercano di calmare il conflitto facendo riconciliare Sprig e Polly, ma Sprig nutre del risentimento per Polly ritenendo che la spunti sempre in ogni conflitto per il solo fatto di essere la sorella minore. Quando Polly viene messa in pericolo, Sprig la salva realizzando che deve proteggere sua sorella e Polly si scusa a sua volta per il suo comportamento; tutto torna alla normalità. Per evitare un altro incidente simile, la volta seguente Anne decide di mostrare ai cittadini di Wartwood un film d'autore. 
- Note: Il film Love Choice è una parodia di Twilight, e la faida che si crea a Wartwood si riferisce alle discussioni relative alle coppie tra Bella Swan, Edward Cullen e Jacob Black. Invece, il film My Dinner with Anders è una citazione alla pellicola La mia cena con André.

## Hop-Popolare
- Diretto da: Derek Kirk Kim
- Scritto da: Adamo Colás

### Trama
Ancora segnato dalla perdita del chiosco, Hop Pop decide di candidarsi a sindaco contro Toadstool, ottenendo ampi consensi. Anne, Sprig e Polly decidono di aiutarlo a vincere, temendo che si possa deprimere in caso di sconfitta. La popolarità di Hop Pop sale enormemente, tanto che Toadstool cerca di intimargli di ritirarsi. I due finiscono per affrontarsi in una sfida finale, ovvero uno scontro di boxe, che si conclude con la vittoria di Hop Pop. Salta fuori che Hop Pop non sapeva di dover condurre una campagna elettorale anche al di fuori di Wartwood, pertanto Toadstool ottiene più voti e vince. Hop Pop accetta la sconfitta, ma viene rincuorato dal sostegno dei concittadini, che gli procurano un nuovo chiosco. 

## Delitto e Gracidio
- Diretto da: Bert Youn
- Scritto da: Gloria Shen

### Trama
Sprig trova una conchiglia lunare blu che spera di regalare a Ivy per il suo compleanno. Tuttavia, la conchiglia viene rubata, così lui e Anne si improvvisano poliziotti per cercare di trovare il colpevole; Sprig esagera nel ruolo del "poliziotto cattivo", assumendo atteggiamenti eccessivamente aggressivi contro chi interroga. Dopo una serie di vicoli ciechi, incontrano una rana zannuta del sud di nome Gunther, dolce e gentile, che perde il controllo quando si arrabbia, cosa che avviene quando Sprig lo tratta malamente per avere risposte. Rendendosi conto di aver superato il limite, Sprig si scusa e Gunther lo perdona. Quando tornano a casa, scoprono che era stata Ivy a prendere la conchiglia per pulirla. Sprig decide di dargliela prima del previsto, ma lei gli dice di conservarla così che sappia dove si trova casa sua.

## In visita all'archivio
- Diretto da: Bert Youn
- Scritto da: Michele Cavin

### Trama
Anne e i Plantar vanno agli archivi di Anfibia per cercare un modo per riportare Anne a casa. Sprig si annoia rapidamente e cerca di convincere gli altri a intraprendere un'avventura, finendo accidentalmente per intrappolare tutti all'interno degli archivi. Anne infila la testa attraverso il lucernario  ma rimane incastrata e viene messa in pericolo dall'arrivo di grosse cicale. Sprig e i Plantar la salvano in tempo trovando un'uscita attraverso i tubi. Sprig si scusa dopo che gli è stato fatto capire come, per aiutarla, deve mettere da parte la sua esuberanza.

## Giornata nevosa
- Diretto da: Derek Kirk Kim
- Scritto da: Matt Braly e Jack Ferraiolo

### Trama
Si avvicina il Giorno dell'Ibernazione, durante il quale cade la neve e le rane si congelano fisicamente, cadendo in ibernazione. Ogni anno una rana scompare misteriosamente, quindi Anne decide di occuparsi di proteggerle durante la giornata. In breve finisce per annoiarsi, quindi scongela Sprig per giocare con lui, sebbene lui rimanga in uno stato di stordimento per tutto il giorno. Improvvisamente, Polly sparisce e Anne e Sprig scoprono che è stata rapita da una donnola albina gigante. I due salvano Polly, ma scoprono che l'animale ha bisogno di sfamare i suoi piccoli, quindi Anne prepara loro una frittata in cambio della restituzione di Polly. Quando le rane si scongelano, Anne confessa loro quello che ha fatto e Hop Pop la perdona, dicendole che è stato molto responsabile da parte sua ammettere la sua negligenza.

## Scongelare la Signora Croaker
- Diretto da: Bert Youn
- Scritto da: Jenava Mie

### Trama
Sprig è turbato nel constatare di non essere simpatico alla signora Croaker, nonostante piaccia a tutti gli altri cittadini di Wartwood. Dopo aver frainteso il suggerimento di Anne di "conoscere meglio" la signora Croaker, i due fanno irruzione in casa sua e trovano la foto di una rana di nome Jonah. Sprig pensa che sia una vecchia fiamma perduta della Croaker, quindi va a cercarlo per condurla da lei. Lui si rivela essere un assassino e acerrimo nemico di Croaker da quando lei era una spia. Sprig la aiuta a catturare Jonah; la signora Croaker dice a Sprig che deve imparare ad accettare il fatto che non piacerà mai a tutti, ma che lei farà uno sforzo di tollerarlo in quanto Sprig ci tiene così tanto.

## Una notte alla locanda
- Diretto da: Derek Kirk Kim
- Scritto da: Gloria Shen

### Trama
Mentre Anne e i Plantar stanno tornando dagli archivi, Bessie improvvisamente si ritira nel guscio quando inizia a piovere. Il gruppo decide quindi di alloggiare per la notte al Dandy Lion Inn, gestito da una gentile coppia di rane toro di nome Teddy e Martha. Polly, in un tentativo di mostrare la propria indipendenza, riesce a dormire in stanza da sola. Quando le viene paura, scopre che i gestori della locanda sono dei cannibali che hanno drogato Anne, Sprig e Hop Pop e che stanno per mangiarli. Polly riesce a salvarli e a distruggere il posto, dopodiché la famiglia si dà alla fuga a bordo di Bessie. Hop Pop si congratula con Polly e lei ammette di non essere ancora pronta a dormire da sola.

## Wally ed Anne
- Diretto da: Bert Youn
- Scritto da: Adam Colás

### Trama
Anne avvista l'Uomo Muschio, una creatura leggendaria di Anfibia; prova a parlarne con i Plantar, ma loro la deridono e non le credono. Wally, il vagabondo matto del villaggio, sostiene a sua volta di aver visto l'essere anni addietro, quindi i due decidono di partire alla ricerca dell'Uomo Muschio per scattare una foto e dimostrare la sua esistenza. Lungo la strada, Anne impara a conoscere Wally e ad apprezzare la sua filosofia di vivere senza curarsi di quello che gli altri pensano di lui. Quando giunge il momento idoneo per immortalare l'Uomo Muschio, Anne rinuncia alla possibilità per salvare Wally dal cadere da un dirupo. I due tornano a casa e Anne impara a ignorare le prese in giro, mentre Wally compone una canzone sulla loro avventura.

## Battuta di pesca in famiglia
- Diretto da: Derek Kirk Kim
- Scritto da: Michele Cavin

### Trama
I Plantar si preparano alla loro consueta gita per pescare, ma Sprig si ingelosisce quando con loro viene Sylvia, la nuova fidanzata di Hop Pop. Anne vuole approfittare dell'uscita per imparare a volare con il deltaplano, ma continua a fallire. Sprig cerca di liberarsi di Sylvia per trascorrere del tempo con Hop Pop, salvo poi scoprire che Sylvia ha chiesto appositamente al nonno di trascorrere del tempo con lui. A causa delle azioni di Sprig, Sylvie rimane in bàlia di un granchio gigante e viene salvata da Sprig con il deltaplano di Anne. Ammette di essere stato geloso di Sylvie, ma ora è felice della sua presenza.

## Il Bazaar Bizzarro
- Diretto da: Bert Youn
- Scritto da: Gloria Shen

### Trama
Anne viene a conoscenza del Bazar Bizzarro, un mercato nero che compare una notte all'anno. Anne e Sprig decidono di portarci il carillon magico in cerca di risposte, nonostante Hop Pop lo proibisca loro a causa dell'ambiente losco. I due lo ignorano ed escono di nascosto ma, quando sembra stiano per ottenere delle risposte, lo zaino di Anne con dentro il carillon viene rubato e messo in vendita, costringendoli a gareggiare contro un certo "Demolitore". Perdono e il bazar scompare, ma il Demolitore si rivela essere Hop Pop travestito, il quale aveva intuito le loro intenzioni e ha voluto impartire loro una lezione. I due accettano e gli consegnano il carillon, che Hop Pop seppellisce in giardino di nascosto.

## Sotto effetto di un sortilegio
- Diretto da: Derek Kirk Kim
- Scritto da: Jenava Mie

### Trama
Sprig ha paura di Maddie, la sua fidanzata, quindi Anne lo aiuta a lasciarla. In seguito, Sprig e Anne si svegliano e scoprono rispettivamente che a Sprig è cresciuto pelo su tutto il corpo e che Anne è diventata un uccello. Dato che Maddie è dedita alle arti magiche, i due pensano che li abbia maledetti e la affrontano al riguardo. Lei nega e li aiuta a trovare il vero colpevole, il venditore di dolciumi Barry, che li ha maledetti per un'inerzia a causa della sua inaspettata natura malvagia. Si scatena uno scontro e Maddie costringe Barry a far tornare Sprig e Anne normali in cambio di una grande quantità di dolci. Sprig si scusa con Maddie per averla giudicata male e decidono di rimanere semplicemente amici.

## Anfibia's Got Talent
- Diretto da: Bert Youn
- Scritto da: Matt Braly e Jack Ferraiolo

### Trama
Volendo dare ai nipoti un futuro dignitoso, Hop Pop fa partecipare Sprig a un talent show che si terrà a Wartwood, facendolo esercitare con il violino affinché eccella, sebbene a lui non importi vincere e vorrebbe solo divertirsi. Durante l'esibizione, arriva un pipistrello gigante che rischia di portare via Sprig, ma la famiglia riesce a respingerlo. Hop Pop si scusa con Sprig per avergli messo pressione e, con loro grande sorpresa, vincono il premio dello show.

## La partita di scaracanestro
- Diretto da: Bert Youn
- Scritto da: Michele Cavin

### Trama
Per il Giorno del Raccolto, a Wartwood si tiene una partita di "scaracanestro" tra contadini e cittadini, che viene solitamente vinta dai cittadini. Hop Pop fa entrare Anne nella squadra dei contadini, notando che è un talento naturale. Anne inizialmente gioca in modo indipendente, ma impara a collaborare con i compagni tramite degli esercizi di fiducia. Durante la partita, vedendo che i contadini sono in vantaggio, Toadsttol (che è tra i cittadini) fa accecare Anne con una polvere. La ragazza riesce comunque a giocare grazie alla sua squadra e Sprig porta i contadini alla loro prima vittoria. Per penitenza, i cittadini devono indossare un costume da tacchino pruriginoso.

## Campo di combattimento
- Diretto da: Derek Kirk Kim
- Scritto da: Adam Colás

### Trama
Mentre Hop Pop si dirige al Crop Con, Anne, Sprig e Polly sono costrette a rimanere in un centro ricreativo con Tritonio Espada, che si rivela un audace spadaccino e addestra i ragazzi a diventare esperti di armi. Mentre Sprig e Polly se la cavano bene, Anne viene costantemente criticata da Tritonio. Alla fine lo affronta al riguardo, accusandolo di starsi comportando come i suoi insegnanti terrestri; lui le dice che sta cercando di farle dare il meglio di sé e che i suoi professori probabilmente facevano lo stesso. Si scopre che Tritonio è un criminale e che vuole sfruttare i ragazzi per rapinare un treno, ma i ragazzi usano il loro addestramento per catturarlo e farlo arrestare. .

## I figli delle spore
- Diretto da: Derek Kirk Kim
- Scritto da: Matt Braly & Jack Ferraiolo

### Trama
Hop Pop è frustrato perché Anne, Sprig e Polly non gli obbediscono; quindi compra una pozione dal misterioso negoziante Gary, con l'affermazione che rende più accondiscendente chi viene somministrata. Accorgendosi che funziona, sebbene faccia cadere i tre ragazzi in uno stato inquietante, Hop Pop la usa di nuovo. Ciò porta però i ragazzi a essere controllati da dei funghi. Gary rivela di essere in realtà un fungo che controlla una rana e di aver zombificato tutti i cittadini di Wartwood. Hop Pop libera Bessie, che divora i funghi e riporta tutto alla normalità. Hop Pop si scusa con i ragazzi per quello che ha fatto loro e questi ultimi promettono di rispettarlo maggiormente. A loro insaputa, Gary riesce a sopravvivere e a fuggire.

## Anne rana dell'anno
- Diretto da: Bert Youn
- Scritto da: Jenava Mie

### Trama
Per la cerimonia della Rana dell'Anno, Anne scopre di aver vinto e, per ringraziare Wartwood, decide di organizzare una grande festa. Nel frattempo, Anne vuole che Sprig inviti Ivy a uscire. Nonostante i suoi sforzi, la festa finisce in disastro; Hop Pop consola Anne dicendole di aver votato per lei non perché fosse impeccabile, ma perché è cresciuta come persona. La celebrazione riprende e Ivy e Sprig iniziano a frequentarsi come coppia. Qualcuno chiede Anne di incontrarsi fuori dalla festa e si rivela essere Sasha. Le due si ricongiungono, ma si scopre che Sasha è accompagnata dall'esercito di rospi.

## Riunione
- Diretto da:
- Scritto da:

### Trama
Tre mesi prima, in occasione del tredicesimo compleanno di Anne, Sasha la convince a marinare la scuola. Verso sera Anne dovrebbe andare a una festa organizzata dalla famiglia, ma Sasha la persuade a tardare per raggiungere Marcy, che ha individuato il carillon magico in un negozio, cos da rubarlo.
I rospi interrompono la celebrazione della Rana dell'Anno e portano tutti i cittadini di Wartwood a Torre Rospa, dove hanno organizzato un banchetto. Sprig deduce rapidamente che si tratta di uno stratagemma per tenerli prigionieri e incita le rane a ribellarsi. Sasha e Anne trascorrono del tempo insieme riaccendendo la loro amicizia, ma poi Sasha rivela ad Anne che i rospi intendono uccidere Hop Pop, che ha inconsapevolmente acceso una rivolta con la sua candidatura a sindaco. Anne cerca di liberare le rane, ma viene catturata a sua volta. Sprig accusa Sasha di essere una bulla e il generale Grime decide che il destino di Hop Pop sarà destinato da un duello con le spade tra Anne e Sasha; durante lo scontro, Anne rinfaccia a Sasha come sia sempre stata un'amica tossica nei suoi confronti. Anne vince l'incontro, ma Grime intende giustiziare comunque Hop Pop. Wally fa saltare in aria Torre Rospa, permettendo la fuga dei cittadini di Wartwood. Sasha rischia di cadere e viene sostenuta da Anne e dai Plantar; riconosce che Anne starebbe meglio senza di lei e si lascia precipitare, ma viene salvata da Grime, che se ne va con lei e i rospi. Anne è devastata per l'accaduto e viene consolata dai Plantar, che le promettono che faranno di tutto per aiutarla a tornare a casa e a riunirsi con le sue amiche.